# Фолстон (Мериленд)
Фолстон (енгл. Fallston) насељено је место без административног статуса у америчкој савезној држави Мериленд.

## Демографија
По попису из 2010. године број становника је 8.958, што је 531 (6,3%) становника више него 2000. године.
| Група             | 2000.         | 2010.         |
| Белци             | 8.151 (96,7%) | 8.468 (94,5%) |
| Афроамериканци    | 64 (0,8%)     | 106 (1,2%)    |
| Азијати           | 93 (1,1%)     | 149 (1,7%)    |
| Хиспаноамериканци | 74 (0,9%)     | 125 (1,4%)    |
| Укупно            | 8.427         | 8.958         |